# Путяева, Ирина Петровна
Ири́на Петро́вна Путя́ева (в девичестве — Бурдуко́ва; 29 июня 1952, г. Балхаш Карагандинской области), — поэтесса, прозаик, член Союза писателей России (1992), академик Академии российской словесности (1998).

## Биография
Путяева Ирина Петровна родилась 29 июня 1952 года в г. Балхаш Карагандинской области. В 1953 году вместе с семьей она переехала в Москву. Отец Ирины — Бурдуков Петр Васильевич — лауреат Сталинской премии (1950), занимал руководящие должности в металлургической отрасли.
Реализация поэтического призвания Ирины и её дальнейшее творчество неразрывно связаны с её знакомством и замужеством  в 1970 году с поэтом и художником Александром Сергеевичем Путяевым, который до своей кончины (2020) был её мужем, вдохновителем и соавтором ряда книг и проектов.
В 1979 году окончила литфак МГЗПИ, работала редактором парка «Сокольники», литконсультантом «Литературной газеты».
Впервые Ирина Путяева опубликовала свои стихи в журнале «Юность» в 1974 году.
В 1976 году в издательстве «Молодая гвардия» вышла в свет её первая книга «Шествие весеннее дождей». В дальнейшем Ирина Путяева издала ряд книг поэзии и прозы. Издание её книг «Эра эроса» и «Рождество или бомонд по-русски» широко освещались в центральной прессе. Стихи Ирины Путяевой печатались в журналах «Юность», «Огонёк», «Работница», «Новый мир», «Сельская молодежь», «Кострома литературная», в газетах «Комсомольская правда», «Московский комсомолец», «Вечерняя Москва», «Литературная газета», «Учительская газета», «Собеседник», «Правда», «Завтра», альманахе «Поэзия» и многих других изданиях. Так же с 1991 года её стихи постоянно публикуются в журнале «Смена».
31 января и 3 апреля 1989 года Ирина Путяева организовала и совместно с Андреем Вознесенским и Константином Кедровым провела в Московском Дворце Молодежи два вечера авангардной поэзии «Минута немолчания, или Крик по неопубликованным стихам».
Ирина Путяева была организатором и ведущей ряда вечеров поэзии в Государственной Думе. Она неоднократно выступала на телевидении и радио.  Её стихи переводились на словацкий язык и издавались в Братиславе, печатались в международном альманахе «Стрелец».

В 1998 году Ирина Путяева была избрана академиком Академии Российской словесности. Стихи из её книги «Шествие весеннее дождей» наряду с классиками мировой поэзии включены в рок-оперу «Икар» в Санкт-Петербурге. Стихотворение Ирины Путяевой «Любите друг друга» было положено на музыку и вошло в одноимённый аудиоальбом Виктора Попова.
Ирина Путяева является одним из лидеров поэзии новой волны, возглавляемой Андреем Вознесенским. В ее творчестве классическая отточенность стиха тонко соединяется с яркой, неожиданной, современной метафорой. Накал социальных страстей, желание автора раздвинуть рамки инерционного, трафаретного мышления, чувство прекрасного, город с его современными катаклизмами, далекое и близкое прошлое, философские размышления о предназначении человека, о его душе, тернистом пути художника, его извечном стремлении вверх, завершающемся неизбежным и непостижимым финалом, — вот приблизительный перечень раскрываемых в стихах проблем, на фоне которых доминирующе звучит мелодия любви.

### Книги
- Путяева, Ирина Петровна. Шествие весеннее дождей. Стихи // Из серии «Молодые голоса». М. : Мол. гвардия, 1976. - 31 с.[1]
- Ирина Путяева. Ночной ангел : Стихи // Книга-"перевертыш". - М. : Мосты : РИФ-РОЙ, 1993. - 56 с.[9]
- Ирина Путяева. Маэстро любовь. Стихи. М.: Московский рабочий. 1990 — 168 с. ISBN 5-239-01300-7
- Ирина Путяева. Марина Ахмедова. Валерий Краско. Алла Коркина. Лев Болеславский : [Сб. стихотворений / Сост. И. Бурсов]. - М. : Мол. гвардия, 1987. - 366 с.[10]
- Ирина Путяева. Эра Эроса. Стихи. СПб.: Пенаты. 1998 — 181 с.[11]
- Ирина Путяева. Рождество 2000 или Бомонд по-русски. Роман. М.: Книга-графикс. 2000 — 224 с. ISBN 5-88701-005-3

### Интернет-издания
- Приключения маленьких человечков. 12 королей и семеро смелых. Сказки / Ирина и Александр Путяевы. Библиотека Галактический Ковчег. Проект «Воплощение». 2021. 124 с.
- Тайна жемчужного времени / Ирина и Александр Путяевы. Библиотека проекта сотворчества «Галактический Ковчег». 2021. 91 с.
- Призраки острова Чар. Фантастическая повесть в стиле флажолет / Ирина и Александр Путяевы. Библиотека Галактический Ковчег. 2021. 32 с
- Тимка-невидимка и хрустальный цвет / Ирина и Александр Путяевы. Библиотека Галактический Ковчег. 2021. 23 с.
- Чудики, АУ! Стихи для детей / Ирина и Александр Путяевы. Библиотека Галактический Ковчег. 2021. 55 с.